# Muhammad Iqbal
Sir Muhammad Iqbal (urdu: محمد اقبال) (Sialkot, Pakistan, 9. studenog 1877. – Lahore, 21. travnja 1938.), poznat i kao Allama Iqbal (علامہ اقبال), bio je pjesnik, filozof i političar, kao i akademik, odvjetnik i znanstvenik u Britanskoj Indiji, koji je široko cijenjen što je nadahnuo Pakistanski pokret. Naziva se "duhovnim ocem Pakistana". Smatra se jednom od najvažnijih figura u urdu književnosti s književnim djelima na urdu i perzijskom jeziku.
Iqbal je cijenjen kao istaknuti pjesnik od strane Pakistanaca, Iranaca, Indijaca, stanovnika Bangladeša, Šri Lanke i dr. Iako je Iqbal najpoznatiji kao ugledni pjesnik, on je također i vrlo cijenjen kao "muslimanski filozofski mislilac modernog vremena". Njegova prva knjiga pjesama, Asrar-e-Khudi, pojavila se na perzijskom jeziku 1915. godine, a druge knjiga poezije su među ostalima: Rumuz-I-Bekhudi, Payam-i-Mashriq i Zabur-i-Ajam.